# 解码宇宙
解码宇宙：新信息科学看天地万物是美国作家查尔斯·塞费2007年出版的一本关于信息论的书籍，是他的第三部科普作品。

## 梗概
本书围绕信息论展开，讨论了其中的许多问题，如退相干与概率、相对论与量子力学，特别是艾伦·图灵和埃尔温·薛定谔的工作。